# Habenaria acalcarata
Habenaria acalcarata är en orkidéart som beskrevs av Mario Adolfo Espejo Serna och López-ferr. Habenaria acalcarata ingår i släktet Habenaria och familjen orkidéer. Inga underarter finns listade i Catalogue of Life.